# Daimler Motorkutsche
Daimler Motorkutsche (z niem. „zmotoryzowany powóz Daimlera”) − samochód osobowy wyprodukowany przez niemieckie przedsiębiorstwo motoryzacyjne Daimler-Motoren-Gesellschaft w roku 1886.
Gottlieb Daimler i Wilhelm Maybach doczepiali skonstruowane przez siebie silniki do rowerów, a nawet łodzi. To oni są także autorami niewielkiego, lekkiego silnika benzynowego o mocy 1 KM (0,7 kW), wyposażonego w pojedynczy pionowy cylinder i gaźnik pływakowy umożliwiający bezproblemowe spalanie benzyny.
Na początku 1886 roku Gottlieb Daimler kupił od firmy Wilhelm Wimpff & Sohn ze Stuttgartu ciemnoniebieski powóz z siedzeniami z czarnej skóry i jasnoczerwonym wykończeniem, w którym zamontował tuż przed tylnym siedzeniem silnik własnej konstrukcji. W ten sposób 8 marca 1886 roku, po niewielkich modyfikacjach ramy, powstał pierwszy zmotoryzowany pojazd Daimlera.

## Dane techniczne

### Silnik
- jednocylindrowy, 1526 cm3[1]
- Układ zasilania: gaźnik pływakowy[1]
- Średnica cylindra × skok tłoka: b.d.
- Stopień sprężania: b.d.
- Moc maksymalna: 1 KM (0,7 kW)[1]
- Maksymalny moment obrotowy: b.d.

### Osiągi
- Przyspieszenie 0-80 km/h: b.d.
- Przyspieszenie 0-100 km/h: b.d.
- Prędkość maksymalna: 16 km/h[1]